# Призраки бездны: «Титаник»
«Призраки бездны: „Титаник“» (англ. Ghosts of the Abyss) — американский документальный фильм 2003 года, выпущенный студиями Walden Media и Walt Disney Pictures. Первый фильм компании Disney в 3-D, снятый режиссёром оскароносного «Титаника» Джеймсом Кэмероном.

## Сюжет
Режиссёр Джеймс Кэмерон возвращается к месту гибели «Титаника». С командой историков и морскими экспертами он отправляется к могиле 1517 человек, погибших в ночь с 14 на 15 апреля 1912 года. С помощью новых технологий Кэмерон и его команда исследуют обломки корабля как снаружи, так и изнутри.
В одном из эпизодов команда Кэмерона потеряла оба телевизионных робота, и только благодаря мастерству пилота «Мир-2» Евгения Черняева, второго из них удалось спасти. Затем с помощью второго робота был извлечён и первый.
После событий 11 сентября, о которых узнал экипаж экспедиции, в фильме проводятся параллели между этим террористическим актом и трагедией «Титаника».

## Производство
Съёмки проходили в августе-сентябре 2001 года, при которых Кэмерон и группа учёных погрузились к «Титанику» на российских глубоководных аппаратах Мир-1 и Мир-2. В помощь аппаратам использовалась специальная глубоководная погружная осветительная установка «Медуза» (её можно увидеть в начале фильма). В состав экспедиции входили научное судно базирования «Академик Келдыш» (Российская Федерация) и вспомогательное судно «Эос» (США). С помощью двух небольших телеуправляемых подводных аппаратов «Джек» и «Элвуд» и технологии CGI зрители могут взглянуть внутрь «Титаника».
В экспедицию Кэмерон пригласил актёра Билла Пэкстона, сыгравшего роль Брока Ловетта в фильме 1997 года, который также является рассказчиком. Фильм был номинирован на премию BFCA в категории «Лучший документальный фильм». В фильме самих себя сыграли оба командира глубоководных аппаратов Мир-1 и Мир-2, будущие Герои Российской Федерации Анатолий Сагалевич и Евгений Черняев.

## Релиз
Фильм был показан вне конкурса на Каннском кинофестивале в 2003 году.

## Саундтрек
Официальный саундтрек был составлен Джоэлем Макнили, при участии Дэвида Брауна, Маршала Боуэна и Фрэнка Макчиа. Альбом был записан Ричем Брином, под редакцией Крейга Петтигрю и Пэт Салливан.
Список композиций
- Departure (автор и исполнитель Глен Филлипс) (2:33)
- Main Title (1:16)
- Apprehension (1:29)
- Getting Ready (1:20)
- Titanic Revealed (3:11)
- Floating Above the Deck (3:01)
- Dangerous Recovery (1:28)
- Valse Septembre (композитор Феликс Годин) (2:19)
- The Windows (0:47)
- Jake and Elwood (2:14)
- The Bots Go In (1:33)
- Titsy Bitsy Girl (авторы Иван Керилл и Лайонел Монктон) (1:52)
- The Grand Staircase (1:33)
- Exploring the Staterooms (1:51)
- Song Without Words (композитор Пётр Ильич Чайковский) (2:26)
- Elegance Past (2:10)
- Building the Ship (1:28)
- I… I Had to Go (1:54)
- The Ship’s Engines (1:42)
- Alexander’s Ragtime Band (композитор Ирвинг Берлин) (1:53)
- The Final Day (2:15)
- The End (3:17)
- Memorials (1:18)
- Go Toward the Light (1:31)
- The Next Morning (2:08)
- Nearer My God to Thee (композитор Джон Дайкс) (0:55)
- Saying Goodbye to Titanic (1:55)
- Eternal Father, Strong to Save (авторы Джон Дайкс и Уильям Уайтинг) (3:02)
- Darkness, Darkness (автор Джесси Колин Янг, исполнила Лиза Торбан) (4:05)